# Article 15 de la Constitution de la Cinquième République française
Article 14 Article 16
L'article 15 de la Constitution de la cinquième République française fait partie du titre II sur les responsabilités du président de la République française.
Il est relatif aux responsabilités du Président de la République en tant que chef des armées.

## Texte
« Le Président de la République est le chef des armées. Il préside les conseils et les comités supérieurs de la Défense nationale. »
— Article 15 de la Constitution du 4 octobre 1958

## Pratique
Cet article doit être lu à la lumière de l'article 5 de la Constitution qui dispose en son alinéa 2 que le Président de la République « est le garant de l'indépendance nationale, de l'intégrité du territoire et du respect des traités », de l'article 13 de la Constitution qui dispose que le Président de la République « nomme aux emplois civils et militaires de l'État » et de l'article 16 de la Constitution qui confère d'importantes prérogatives au chef de l'État en cas de crise grave. En outre, il doit être concilié avec l'article 20 de la Constitution qui dispose que le Gouvernement dispose de l'Administration et de la force armée et de l'article 21 de la Constitution qui dispose que le Premier ministre « est le responsable de la Défense nationale et nomme aux emplois civils et militaires sous réserve des dispositions de l'article 13 ». L'ensemble de ces nombreuses dispositions constitutionnelles sur le rôle de l'exécutif en matière militaire, qui contraste avec le rôle réduit du Parlement en la matière, entraîne une direction bicéphale des affaires militaires françaises. Toutefois, la prédominance du chef de l'État dans le cadre de la Cinquième République fait du Président de la République le véritable maître en la matière, y compris en période de cohabitation puisque la matière militaire fait partie du domaine dit réservé du Président.
La primauté du chef de l'État en la matière s'explique par les circonstances au moment de l'adoption de la Constitution. La France est menacée par une insurrection militaire et la faiblesse des gouvernements de la Quatrième République empêche toute action coordonnée. De fait, le général de Gaulle qui prend la présidence du Conseil en mai 1958 et impulse la rédaction d'une nouvelle Constitution souhaite que « le chef de l'Etat soit réellement le chef des armées, bref qu'émanent de lui toute décision importante aussi bien que toute autorité ». La nécessité d'une direction unique des armées, surtout en cas de crise, milite pour une prépondérance du Président de la République qui incarne l'unité de la Nation tandis que la conduite « normale » de la politique de défense relève plus logiquement du Gouvernement qui, dans le fonctionnement de la Cinquième République, met en œuvre la politique décidée par le président de la République.
La prééminence présidentielle se mesure de façon plus concrète par son rôle crucial dans l'engagement de l'arme nucléaire. Un décret de 1964 indique qu'il peut engager les forces nucléaires françaises. Un nouveau décret a été pris le 12 juin 1996 déterminant les responsabilités concernant les forces nucléaires. Ce dernier précise que les décisions de principe ainsi que les conditions d'engagement de ces forces sont prises par le Conseil de défense, présidé par le chef de l'État. Ce dernier peut décider seul l'engagement des forces nucléaires (article 5 du décret du 12 juin 1996, puis R*1411-5 du Code de la Défense.
Les conseils et comités supérieurs mentionnés par l'article sont, :
- le conseil des ministres : décisions en matière de politique de défense ;
- le comité de défense : décisions en matière de direction générale de défense ;
- le comité de défense restreint : décisions en matière de direction militaire de défense ;
- le conseil supérieur de défense, devenu conseil de défense et de sécurité nationale : étude des problèmes de la défense et de la sécurité.

La loi de programmation militaire 2009-2014, prévoyait de réformer les comités de défense et le conseil supérieur de défense en instaurant notamment un conseil de défense et de sécurité nationale, devant traiter également de la sécurité intérieure. Cette réforme a été mise en œuvre en 2010.
Aucun soldat ne peut être envoyé à l'étranger sans le consentement du Président de la République. Depuis 2008, il faut en outre l'accord parlementaire au-delà de quatre mois de présence.

## Sources bibliographiques
- M.-T. Viel, « La répartition des compétences en matière militaire », Revue de droit public,‎ 1993